# 约瑟夫·布勒
约瑟夫·布勒（Josef Bühler，1904年2月16日—1948年8月22日）是一位德国律师，在波兰总督府总督漢斯·法郎克的栽培下，他于二战期间在波蘭總督府当上了国务秘书，而且兼任副总督。他参与了1942年1月的萬湖會議，会上，纳粹高层策划了种族灭绝计划最终解决方案。战后，布勒被判犯有侵略罪、战争罪以及危害人类罪，最后被处决。